# Хайнрих Химлер
Хайнрих Луитполд Химлер (на немски: Heinrich Luitpold Himmler, чуй) е германски политик по времето на Нацистка Германия – най-влиятелният в Третия райх след Адолф Хитлер, райхслайтер на НСДАП, министър на 2 министерства, началник на полицията, райхсфюрер-СС на Шуцщафел (СС), сред най-пряко отговорните за Холокоста.
След Първата световна война участва в нацистка организация за разправа с комунистическото движение в Германия. След 1933 г. е началник на политическата полиция в Мюнхен, Бавария, а по-късно и в цяла Германия. От 1936 г. е шеф на Гестапо – тайната полиция на Третия райх.
Има идея за създаване на държава в държавата – заедно с дванадесет негови сподвижници от СС той присвоява замъка Вевелсбург и основава таен култ, който се основава на езически и древни германо-нордически ритуали, с неизвестна цел и мотиви.
Химлер създава и контролира Айнзацгрупите и строи концлагери. Той нарежда избиването на около 6 милиона евреи, около 500 хиляди цигани и други. От 1943 г. е министър на вътрешните работи. В края на Втората световна война е командващ Резервната армия, групи армии „Горен Рейн“ и „Висла“.
Осъзнавайки, че войната е загубена, той се опитва да започне мирни преговори със западните съюзници без знанието на Хитлер, малко преди войната да приключи. След като разбира за това, Хитлер го уволнява от всичките му длъжности през април 1945 г. и нарежда ареста му. Химлер се опитва да се укрие, но е задържан и арестуван от британските сили, след като неговата самоличност става известна. Докато е в плен, той се самоубива на 23 май 1945 г.

## Детство и юношество
Химлер е роден в Мюнхен на 7 октомври 1900 г. в консервативно римокатолическо семейство от средната класа. Баща му е Йозеф Гебхард Химлер (17 май 1865 – 29 октомври 1936), учител, а майка му е Анна Мария Химлер (16 януари 1866 – 10 септември 1941), благочестива римокатоличка. Хайнрих има 2 братя – Гебхард Химлер (29 юли 1898 – 1982) и Ернст Химлер (23 декември 1905 – 2 май 1945).
Х. Химлер от 10-годишна възраст се интересува от текущите събития, дуелирането и „сериозното обсъждане на религията и секса“. През 1915 г. започва обучението си в Корпуса на Ландшут за Кадет. Баща му използва връзките си с кралското семейство, за да може Химлер да бъде кандидат за офицер, а през декември 1917 г. той се включва в резервния батальон на 11-ия баварски полк, за да участва в Първата световна война. Скоро след това обаче войната свършва и Химлер напуска армията, без да е участвал в битка. Има лошо здраве, страда от оплаквания през целия си живот и други заболявания. През младостта си той тренира ежедневно с тежести и се упражнява, за да стане по-силен. Други момчета от училището му по-късно си спомнят за него като загрижен и притеснителен в социални ситуации.
През 1919 г. Химлер започва да следва агрономия в Мюнхен. Докато е студент е активен член на няколко студентски организации.
Макар че през 1871 г. по време на обединението на Германия са премахнати редица регламенти, които дискриминират нехристияни – включително евреи и други малцинствени групи, антисемитизмът продължава да съществува и да процъфтява в Германия и други части на Европа. Химлер е антисемит по времето, когато отива в университета. Той остава посветен католик, докато е студент и прекарва повечето от свободното си време с членовете на братство, „Лигата на Аполон“, чийто президент е евреин. Химлер поддържа учтиво поведение с него и с други еврейски членове на братството, въпреки нарастващия си антисемитизъм. През втората си година в университета, Химлер удвоява опитите си да продължи военната си кариера. Въпреки че не успява, той увеличава участието си на паравоенната сцена в Мюнхен. По това време, Химлер се присъединява към доброволния корпус Reichkriegsflagge (Имперски военен флаг) на Ернст Рьом – частна армия на дясноориентирани бивши военни, огорчени от загубата на Германия в Първата световна война.
През 1922 г. Химлер става по-заинтересован от „еврейския въпрос“, като дневниците му съдържат все по-голям брой антисемитски забележки и записват редица дискусии за евреите със своите състуденти. Неговите записки са доминирани от антисемитски брошури, германски митове и окултни книги. След убийството на външния министър Валтер Ретенау на 24 юни, политическите възгледи на Химлер се изправят към радикалното дясно и той участва в демонстрации срещу Версайския договор. Хиперинфлацията нараства и родителите му вече не могат да си позволят да обучават и трите си сина. Разочарован от неуспеха си да направи кариера в армията и от неспособността на родителите си да финансират докторската му подготовка, той е принуден да заеме нископлатена офисна длъжност, след като получава дипломата си за селско стопанство. Той остава на тази длъжност до септември 1923 г.

## Нацистки активист
През август 1923 г. Химлер се присъединява към Националсоциалистическата германска работническа партия (НСДАП) на Хитлер. Той е под номер 14 303.
Като член на паравоенната единица на Рьом, Химлер участва в Бирения пуч – неуспешен опит на Хитлер и НСДАП да завладеят властта в Мюнхен. Това събитие поставя Химлер в политически живот. Той е разпитан от полицията за ролята му в опита за преврат, но не е обвинен, поради недостатъчни доказателства. Той обаче губи работата си, не е в състояние да намери работа като агроном и трябва да се мести с родителите си в Мюнхен. Овладян от тези неуспехи, Химлер става все по-раздразнителен, агресивен и мизерен, отчуждавайки приятелите и членовете на семейството си.
През 1924 г. Химлер, докато търси нов свой светоглед, изоставя католицизма и се съсредоточава върху окултизма и антисемитизма. Германската митология, подсилена от окултни идеи, се превръща в религия за него. Химлер намира, че НСДАП е привлекателна, защото нейните политически позиции се припокриват със собствените му. Първоначално, той не е погълнат от харизмата на Хитлер или от култа към поклонението на Фюрера. Въпреки това, докато научава повече за Хитлер чрез четене, той започва да го смята за полезно лице на партията и по-късно се възхищава и дори му се покланя. За да консолидира и развива собствената си позиция в НСДАП, Химлер се възползва от безредието в партията след арестуването на Хитлер вследствие на пуча. От средата на 1924 г. работи за Грегор Щрасер като партиен секретар и асистент за пропагандата. Пътувайки из цяла Бавария, разтревожен за партията, той изнася речи и разпространява литература. От края на 1924 г., назначен от Щрасер за партийния офис в Долна Бавария, той е отговорен за интегрирането на членството от областта в НСДАП, когато партията е отново възстановена през февруари 1925 г.
През същата година той се присъединява към Шуцщафел (СС) като СС-Фюрер (СС-Лидер); неговият СС номер е 168. СС, първоначално част от много по-голямата СА, е създаден през 1923 г. за личната охрана на Хитлер и е преобразувана през 1925 г. като елитна единица на СА. Първата лидерска позиция на Химлер в СС е тази на СС-Гауфюрер (областният лидер) в Долна Бавария от 1926 г. Щрасер назначава за заместник-шеф на пропагандата Химлер през януари 1927 г. Както е типично за НСДАП, той има значителна свобода на действие в поста си, която се увеличава с течение на времето. Той започва да събира статистически данни за броя на евреите, масоните и враговете на партията и, следвайки силната си нужда от контрол, развива сложна бюрокрация. През септември 1927 г. Химлер казва на Хитлер за визията си да превърне СС в лоялен, мощен, расов чист елитен елемент. Убеден, че Химлер е човекът на работата, Хитлер го назначава за заместник-Райхсфюрер-СС с ранг СС-Оберфюрер.
По това време Химлер се присъединява към Артманската лига, младежка група на Völkisch. Там той се запознава с Рудолф Хьос, по-късно комендант на концентрационния лагер в Аушвиц, и Валтер Даре, чиято книга „Селяните като източник на живот на Северната раса“ привлича вниманието на Хитлер, което води до назначаването му за министър на храните и селското стопанство в Райха. Даре е твърдо вярващ в превъзходството на скандинавската раса и философията му има голямо влияние върху Химлер.

## Издигане в СС
След оставката на командира на СС Ерхард Хайден през януари 1929 г., Химлер поема позицията на Райхсфюрер-СС с одобрението на Хитлер. Той все още изпълнява задълженията си в щабквартирата на пропагандата. Едно от първите му задължения е да организира участниците от СС в Нюрнбергските митинги през септември. През следващата година, Химлер развива СС от сила от около 290 мъже до около 3000. До 1930 г. Химлер убеждава Хитлер да управлява СС като отделна организация, въпреки че официално все още е подчинена на СА.
За да получи политическа власт, НСДАП се възползва от икономическия спад по време на Голямата депресия. Коалиционното правителство на Ваймарската република не успява да подобри икономиката, тъй като мнозина избиратели се обръщат към политическия екстремизъм, който включва НСДАП. Хитлер използва популистка реторика, включително обвинявайки изкупителни жертви – особено евреите – за икономическите трудности. На изборите през 1932 г. нацистите спечелват 37,3% от гласовете и 230 места в Райхстага. Хитлер е назначен за канцлер на Германия от президента Паул фон Хинденбург на 30 януари 1933 г., оглавявайки краткотрайна коалиция на нацистите му и Германската национална народна партия. Новият кабинет първоначално включва само трима членове на НСДАП: Хитлер, Херман Гьоринг като министър без портфейл, министър на вътрешните работи за Прусия и Вилхелм Фрик като министър на вътрешните работи на Райха. По-малко от месец по-късно, сградата на Райхстага е подпалена. Хитлер се възползва от това събитие, принуждавайки фон Хинденбург да подпише постановлението за пожара в Райхстага, което слага край на гражданските права и разрешава задържането без съдебен процес. Законът за упълномощаване, приет от Райхстага през 1933 г., дава на кабинета на практика пълните законодателни правомощия на Хитлер и страната става в де факто диктатура. На 1 август 1934 г. кабинетът на Хитлер приема закон, който предвижда, че при смъртта на фон Хинденбург президентския пост ще бъде премахнат и неговите правомощия ще бъдат обединени с тези на канцлера. Фон Хинденбург умира на следващата сутрин, а Хитлер става държавен глава и ръководител на правителството.
Възходът във властта на нацистката партия дава на Химлер и на СС неограничена възможност да процъфтят. До 1933 г. СС наброява 52 000 членове. Строгите изисквания за членство гарантират, че всички членове са от Арийски произход. Кандидатите са проверени за скандинавски качества – по думите на Химлер – „като градинар в детска градина, опитвайки се да възпроизведе добър стар щам, който е бил прелюбодействан и унижаван, започвахме от принципите на селекцията на растенията и след това продължихме безпричинно да премахнем мъжете, които не мислехме, че бихме могли да използваме за СС.“ Малцина смеят да споменат, че според собствените си стандарти, Химлер не покрива изискванията за ариец.
Организираният книжовен интелект на Химлер му помага добре, тъй като започва да създава различни отдели на СС. През 1931 г. той назначава Райнхард Хайдрих за шеф на новата разузнавателна служба, която през 1932 г. е преименувана на СД. По-късно официално назначава неговия заместник. Двамата мъже имат добри работни отношения и взаимно уважение. През 1933 г. те започват да отдалечават СС от контрола на СА. Заедно с вътрешния министър Фрик, те се надяват да създадат единна германска полиция. През същата година Хитлер насърчава Химлер до ранг СС-Обергрупенфюрер, равен на старшите командири на СА. След това Химлер и Хайдрих поемат политическата полиция на държавата; скоро само Прусия е контролирана от Гьоринг.
Химлер освен това създава Централния расов офис и седалище. Той назначава Даре като първи началник, с ранг СС-Групенфюрер. Отделът изпълнява расова политика и следи за „расовата цялост“ на членството в СС. Есесовците са внимателно проверени за расовия им произход. На 31 декември 1931 г. Химлер въвежда „брачната заповед“, която изисква есесовците, желаещи да се оженят, да правят семейни дървета, доказващи, че и двете семейства са с арийско потекло до 1800 г. Ако по време на расовото разследване са открити неарийски предшественици в едно родословно дърво, засегнатото лице е изключвано от СС. На всеки човек е издаден Sippenbuch, генеалогичен запис, описващ генетичната му история. Химлер очаква, че всеки брак на СС ще прави най-малко четири деца, като по този начин ще се създаде група от генетично висши бъдещи членове на СС. Програмата има разочароващи резултати – по-малко от 40% от жените са се оженили и всяка има само едно дете.
През март 1933 г., по-малко от три месеца след като нацистите идват на власт, Химлер създава първия официален концентрационен лагер в Дахау. Хитлер заявява, че не иска да бъде просто още един затвор или лагер за задържане. Химлер назначава Теодор Айке, осъден престъпник и пламенен нацист, за да управлява лагера през юни 1933 г. Айке създава система, която се използва като модел за бъдещи лагери в цяла Германия. Характеристиките му включват изолиране на жертвите от външния свят, изработване на роли и работни детайли, използване на сила и екзекуции за точно послушание и строг дисциплинарен кодекс за охраната. Униформи са издадени за затворници и пазачи. Униформите на гвардейците имат специален знак Totenkopf върху техните яки. До края на 1934 г. Химлер поема контрола върху лагерите под егидата на СС, създавайки отделно отделение SS-Totenkopfverbände.
Първоначално в лагерите се помещават политически опоненти, но с течение на времето в лагерите за карани и нежелани членове на германското общество – престъпници и девианти. Декретът на Хитлер, издаден през декември 1937 г., позволява да бъде задържан всеки, считан от режима за нежелан член на обществото. Това включва евреи, цигани, комунисти и онези лица от всякаква друга културна, расова, политическа или религиозна принадлежност, считана от нацистите за Untermensch (подчовек). Така лагерите стават механизъм за социално и расово инженерство. След избухването на Втората световна война през есента на 1939 г. има шест лагера, в които има около 27 000 затворници. Смъртността в тях е висока.

### Укрепване на властта
В началото на 1934 г. Хитлер и други нацистки лидери се притесняват, че Рьом планира държавен преврат. Рьом има социалистически и популистки възгледи и вярва, че истинската революция все още не е започнала. Той смята, че СА, която вече наброява около 3 милиона души, далеч по-голяма от армията, трябва да се превърне в единствения оръжеен корпус на държавата и армията да бъде погълната от СА под негово ръководство. Рьом лобира Хитлер да го назначи за министър на отбраната, позиция, държана от консервативния генерал Вернер фон Бломберг.
През 1933 г. Гьоринг създава пруски тайни полицейски сили – Гестапо и назначава Рудолф Диелс за ръководител. Гьоринг, загрижен че Диелс не би бил достатъчно безмилостен да използва Гестапо ефективно, за да противодейства на силата на СА, предава контрола на Химлер на 20 април 1934 г. Също на тази дата Хитлер назначава Химлер за ръководител на цялата германска полиция извън Прусия. Това е радикално отклонение от дългогодишната практика на Германия, че правоприлагането е държавна и местна материя. Хайдрих, назначен за началник на Гестапо от Химлер на 22 април 1934 г., също продължава да ръководи СД.
Хитлер решава на 21 юни, че Рьом и ръководството на СА трябва да бъдат елиминирани. Той изпраща Гьоринг в Берлин на 29 юни, за да се срещне с Химлер и Хайдрих, за да планират операцията. Хитлер поема управлението в Мюнхен, където Рьом е арестуван. Той дава на Рьом избор да се самоубие или да бъде застрелян. Когато Рьом отказва да се самоубие, той е застрелян от двама офицери от СС. Между 30 и 2 юли 1934 г. между 80 и 200 членове на ръководството на СА и други политически противници, включително Грегор Щрасер, са убити в тези събития, известни като Нощта на дългите ножове. По този начин, СС се неутрализира, като става независима организация, отговорна само пред Хитлер на 20 юли 1934 г. Титлата на Химлер за Райхсфюрер-СС става най-високият формален СС ранг, еквивалентен на военен ранг от армията. СА е превърната в спортна и тренировъчна организация на СС.
На 15 септември 1935 г. Хитлер представя на Райхстага два закона, известни като Нюрнбергските закони. Законите забраняват брак между неевреите и евреите германци и забраняват наемането на нееврейски жени на възраст под 45 години в еврейски домакинства. Законите също така лишават така наречените „неарийци“ от предимствата на германското гражданство. Тези закони са сред първите основани на расата мерки, въведени от Третия райх.
Химлер и Хайдрих искат да разширят силата на СС. По този начин, те призоват Хитлер да формира национална полиция, контролирана от СС, да пази Нацистка Германия срещу многото си врагове по онова време – истински и въображаеми. Вътрешният министър Фрик също иска национална полиция, но контролирана от него. Хитлер оставя това на Химлер и Хайдрих, за да разберат как да се справят с Фрик. Химлер и Хайдрих имат по-голяма договаряща сила, тъй като те са свързани със стария враг на Фрик, Гьоринг. Хайдрих подготвя набор от предложения и Химлер го изпраща да се срещне с Фрик. Разгневеният Фрик след това се консултира с Хитлер, който му казва да се съгласи с предложенията. Фрик се съгласява и на 17 юни 1936 г. Хитлер постановява обединението на всички полицейски сили в Райха и назначава за началник на германската полиция Химлер. В тази роля Химлер все още е подчинен на Фрик. На практика обаче полицията вече е ефективно разделение на СС и следователно е независима от контрола на Фрик. Този ход дава на Химлер оперативен контрол върху цялата детективска сила на Германия. Той също така придобива власт над всички униформени правозащитни агенции в Германия, обединени в новата Ordnungspolizei (Орпо), която се превръща в клон на СС.
Скоро след това Химлер създава Kriminalpolizei (Крипо, криминална полиция) като чадърна организация за всички агенции за наказателно разследване в Германия. Крипо се слива с Гестапо в СД (Сипо: охранителна полиция), под командването на Хайдрих. През септември 1939 г., след избухването на Втората световна война, Химлер формира SS-Reichssicherheitshauptamt (РСХА: Главна служба за сигурност на Райха), за да включва Сипо (която включва Гестапо и Крипо) и СД заедно под един чадър. Той отново поставя Хайдрих на командването.
Под ръководството на Химлер, СС развива свой собствен военен отряд SS-Verfügungstruppe (SS-VT), който по-късно се развива във Вафен-СС. Номинално под ръководството на Химлер, Вафен-СС разработва напълно милитаризирана структура на командване и операции. Тя нараства от 3 полка до над 38 дивизии по време на Втората световна война, служещи покрай Вермахта, но никога не е официално част от него.
В допълнение към военните си амбиции, Химлер създава началото на паралелна икономика под шапката на СС. За тази цел, Освалд Паул създава Deutsche Wirtschaftsbetriebe (Германското стопанско предприятие) през 1940 г. Под патронажа на Централното управление на икономиката и администрацията на СС, тази холдингова компания притежава корпорации за жилищно строителство, фабрики и издателски къщи. Паул е безскрупулен и бързо експлоатира компаниите за лична изгода. За разлика от това, Химлер е честен по въпросите на парите и бизнеса.
През 1938 г. като част от подготовката за войната, Хитлер завършва германския съюз с националистическа Република Китай и сключва споразумение с по-модерната Японска империя. През същата година, Австрия е обединена с Нацистка Германия чрез Аншлус, а Мюнхенското споразумение дава на Нацистка Германия контрол над Судетия, част от Чехословакия, която е населена с етнически германци. Първата мотивация на Хитлер за война включва получаването на допълнителен Lebensraum („жизнено пространство“) за германските народи, според нацистката идеология. Втората цел е премахването на онези, които се смятат за расово низши, особено на евреите и славяните, от контролираните от Райха територии. От 1933 до 1938 г. стотици хиляди евреи емигрират в САЩ, Палестина, Великобритания и други страни. Някои приемат християнството.

### Антирелигиозна борба
Химлер вярва, че основната задача на СС трябва да бъде „да действа като авангард в преодоляването на християнството и възстановяването на германски начин на живот“ като част от подготовката за предстоящия конфликт между „хората и подчовеците“. Химлер категорично се противопоставя на християнския сексуален морал и на „принципа на християнската милост“, които вижда като опасни пречки за планираната му битка с „подчовеците“. През 1937 г. Химлер заявява:
„Живеем в епоха на крайния конфликт с християнството. Част от мисията на СС е да даде на германския народ в следващия половин век нехристиянските идеологически основи, на които да ръководи и оформя живота си. Тази задача не се състои само в преодоляването на идеологически противник, а трябва да бъде придружена на всяка крачка от положителен импулс: в този случай това означава възстановяването на германското наследство в най-широк смисъл.“

## Втора световна война
Когато Хитлер и неговите началници на армията искат предлог за нахлуването в Полша през 1939 г., Химлер, Хайдрих и Хайнрих Мюлер извършват операция под фалшив флаг с кодово име „Химлер“. Германски войници, облечени в полски униформи, извършват нападение на границата, като измамно предполага полска агресия срещу Германия. Инцидентите са използвани в нацистката пропаганда, за да оправдаят нахлуването в Полша, началото на Втората световна война. В началото на войната срещу Полша, Хитлер разрешава убийството на полски цивилни граждани, включително евреи и етнически поляци. Айнзацгрупите, първоначално са формирани от Хайдрих, за да осигурят правителствени документи и служби в областите, поети от Германия преди Втората световна война. Оправомощени от Хитлер и под ръководството на Химлер и Хайдрих, звената Айнзацгрупи – следват армията в Полша и до края на 1939 г. убиват около 65 000 интелектуалци и други цивилни. По заповед на Химлер чрез РСХА, тези отряди имат също така задачата да депортират евреи и други в гета и концентрационни лагери.
Впоследствие, Германия нахлува в Дания, Норвегия, Холандия и Франция и започва бомбардиране на Великобритания в подготовката за Операция Морски лъв, планираната инвазия в Обединеното кралство. На 21 юни 1941 г., ден преди нахлуването в Съветския съюз, Химлер възлага подготовката на Generalplan Ost (общ план за Изтока); планът е финализиран през юли 1942 г. Той призовава балтийските държави, Полша, Западна Украйна и Беларус да бъдат завладени и презаселени от 10 милиона немски граждани. Сегашните жители – около 31 милиона души – да бъдат експулсирани на изток, където ще гладуват или ще бъдат използвани за принудителен труд. Планът ще разшири границата на Германия на 1000 километра на изток. Химлер очаква, че ще отнеме от 20 до 30 години, за да завърши плана, на цена от 67 милиарда райхсмарки.
Химлер заявява открито: „Това е въпрос на съществуване и по този начин ще бъде расова борба за безмилостна строгост, при която 20 – 30 милиона славяни и евреи ще загинат, чрез военни действия и кризи на доставките на храни“.
Химлер заявява, че войната на изток е общоевропейски кръстоносен поход, за да защитава традиционните ценности на старата Европа от „безбожните болшевишки орди“. Постоянно борещ се с Вермахта за кадри, Химлер решава този проблем чрез създаването на единици на Вафен-СС, съставени от германски фолклорни групи, взети от Балканите и Източна Европа. Също толкова важни са наемниците от народи, считани за германци от Северна и Западна Европа, Холандия, Норвегия, Белгия, Дания и Финландия. Испания и Италия също така предоставят бойци за Вафен-СС. Сред западните страни, броят на доброволците варира от 25 000 на брой от Холандия до 300 от Швеция и Швейцария. От изток най-голям брой мъже идват от Литва (50 000) и най-нисък от България (600). След 1943 г. повечето от изток са войници. Ефективността на източните единици на Вафен-СС е като цяло недостатъчна.
В края на 1941 г. Хитлер назначава Хайдрих за ръководител на новосъздадения протекторат на Бохемия и Моравия. Хайдрих започва расистки да класифицира чехите, депортирайки много хора в концентрационни лагери. Застрелването на членове на съпротивата, печели на Хайдрих прякора „Касапинът на Прага“. Тази среща укрепя сътрудничеството между Химлер и Хайдрих, а Химлер е горд да има контрол над държавата. Въпреки че има пряк достъп до Хитлер, лоялността на Хайдрих към Химлер остава твърда.
С одобрението на Хитлер, Химлер възстановява Айнзацгрупите в началото на планираната инвазия в Съветския съюз. През март 1941 г. Хитлер се обръща към военните си лидери, описвайки намерението му да разбие Съветската империя и да унищожи болшевишката интелигенция и лидерство. Специалната му директива „Насоки в специалните области към Директива № 21 (Операция Барбароса)“ гласи: „В района на операция на армията на Райхфюрер-СС са дадени специални задачи по заповед на Фюрера, за да може да подготвят политическата администрация. Тези задачи произтичат от предстоящата окончателна борба на две противоположни политически системи. В рамките на тези задачи, Райхсфюрер-СС действа самостоятелно и на своя отговорност.“ По този начин, Хитлер възнамерява да предотврати вътрешно търкане подобно на това, което се случва по-рано в Полша през 1939 г., когато няколко генерали от германската армия се опитват да доведат лидерите на Айнзацгрупи до съд за извършените убийства.
Следвайки армията в Съветския съюз, Айнзацгрупите убиват евреи и други, считани за нежелани от нацистката държава. Хитлер получава често съобщения. Освен това 2,8 милиона съветски военнопленници умират от глад, малтретиране или екзекуции само за осем месеца от 1941 – 1942 г. До 500 000 съветски военнопленници загиват или са екзекутирани в нацистки концентрационни лагери в хода на войната; повечето от тях са застреляни или газирани. До началото на 1941 г., след нарежданията на Химлер, са построени 10 концентрационни лагера, в които затворниците са подложени на принудителен труд. Евреите от цяла Германия и окупираните територии са депортирани в лагерите или ограничени до гета. Тъй като германците са отблъснати от Москва през декември 1941 г. и сигнализират, че очакваното бързо поражение на Съветския съюз не се е осъществило, Хитлер и други нацистки власти осъзнават, че масовите депорти на изток вече няма да са възможни. В резултат на това, вместо депортиране, много евреи в Европа са обречени на смърт.

## Холокост
Нацистките расови политики, включващи идеята, че хората, които са расово нисши, не заслужават да живеят, датират още от първите дни на партията. Някъде по времето, когато Германия обявява война на САЩ през декември 1941 г., Хитлер решава, че евреите в Европа трябва да бъдат избити. Хайдрих урежда среща, която се състои на 20 януари 1942 г. във Ванзе. В нея участват високопоставени нацистки държавници и се използва за съставяне на планове за окончателното решение на еврейския въпрос. През юни 1942 г. Хайдрих е убит в Прага от двама чехословаци, тренирани от британски части. По време на двете погребения Химлер взема под крилото си двете деца на Хайдрих. На 9 юни, след разговор с Химлер и Карл Херман Франк, Хитлер нарежда брутални репресии, които да отмъстят за смъртта на Хайдрих. След това Химлер поема контрол над РСХА и ускорява темпото, с което се избиват евреи по време на Операция „Райнхард“. Той нарежда лагерите на операцията (първите лагери на смъртта) да се построят в Белжец, Собибор и Треблинка.
Първоначално жертвите са убивани в камиони чрез разстрелващи отряди, но този метод се оказва не толкова практичен за операция с такъв мащаб. През август 1941 г. Химлер присъства на застрелването на 100 евреи в Минск. Потресен от преживяното, той се загрижва за въздействието на такива действия върху психичното здраве на войниците му от СС. Той решава, че алтернативни методи за избиване трябва да бъдат намерени. По негови заповеди в началото на 1942 г. лагерът в Аушвиц е значително разширен така, че да включва газови камери, където жертвите са избивани с пестицида Циклон Б. Към края на войната поне 5,5 милиона евреи са избити от нацисткия режим. Химлер посещава лагера при Собибор в началото на 1943 г., когато в лагера вече са загинали 250 000 души. След като наблюдава обгазяване, той повишава 28 души и нарежда лагерът постепенно да намалява дейността си. По време на бунт през октомври затворници убиват повечето от охраната на лагера и 300 затворници успяват да избягат. Макар повечето от избягалите да са избити след това, лагерът преустановява дейността си през декември 1943 г.
Нацистите обръщат внимание и на циганите като „асоциални“ и „престъпни“. Към 1935 г. те вече се затварят в специални лагери, отделени от етническите германци. Химлер вярва, че циганите са били първоначално арийци, но са се смесили с други раси. Въпреки това, заявява, че само „расово чистите“ заслужават да живеят. През 1939 г. Химлер нарежда хиляди цигани да се изпратят в концлагера Дахау, а през 1942 г. нарежда всички цигани да се изпращат в Аушвиц.
Химлер е един от основните архитекти на Холокоста, използвайки дълбокото си вярване в расистката идеология на нацизма, за да оправдае избиването на милиони хора. Нацистите планират да избиват полските интелектуалци и да ограничат негерманците в Генералното губернаторство и завладените територии до образование до четвърти клас. Нацистите искат да развъдят господарска раса от расово чисти арийци в Германия. Като агроном и фермер Химлер е запознат с принципите на изкуствения отбор, който предлага да се приложи при хората. Той вярва, че може да проектира германския народ, например чрез евгеника, до няколко десетилетия след войната.

### Реч в Познан
На 4 октомври 1943 г. по време на тайно събрание с високопоставени служители на СС в Познан и на 6 октомври 1943 г. в реч към партийния елит Химлер открито говори за избиването на евреите. Част от речта му от 4 октомври гласи:
| „ | Искам, също така, да засегна много откровено един много труден въпрос. Вече можем да говорим открито за това сред нас, но все пак никога няма да го дискутираме публично. Така както не се усъмнихме на 30 юни 1934 г. да изпълним поверния си дълг да изправим провалените си другари пред стената и да ги екзекутираме, ние също не говорихме за това, нито някога ще говорим за него. Нека сме благодарни на Бог, че сме имали в нас достатъчно очевидна нагласа да не го дискутираме сред нас си. Всеки от нас беше ужасѐн, но въпреки това всеки ясно разбираше, че ще го направи и следващия път, когато е дадена заповед и когато стане необходимо. Говоря за „еврейската евакуация“: избиването на еврейския народ. Това е едно от тези неща, които се казват лесно. „Еврейският народ се избива“ ще ви каже всеки партиен член, „кристално ясно, част е от плановете ни, елиминираме евреите, избиваме ги, ха!, голяма работа“. И когато се появяват, почтени 80 милиоан германци, и всеки от тях има своя почтен евреин. Казват, че всички останали са свине, но точно този е прекрасен евреин. Но никой не го е наблюдавал, изживял. Повечето от вас знаят какво означава, когато 100 трупа лежат един дод руг, когато са 500 или когато са 1000. Да си зидържал всичко това и в същото време да си останал почтен човек (с изключения от човшека слабост) ни направи жилави и това е славна глава, за която не се и няма да се говори. Защото знаем колко трудно би било за нас, ако все още имахме евреи, в ролята им на тайни саботьори, агитатори и лъжливо простолюдие във всеки град, та какво остава за бомбардировките и тежестта на войната. Ако евреите все още бяха част от германската нация, ние най-вероятно в момента щяхме да сме в състоянието ни от 1916 и 1917 г. | “ |

Тъй като Съюзниците разясняват, че ще повдигат наказателни обвинения за германски военни престъпления, Хитлер се опитва да спечели лоялността и тишината на подчинените си, като ги прави съпричастни в текущия геноцид. Така Хитлер упълномощава речите на Химлер, за да се подсигури, че всички партийни водачи са съучастници в престъпленията и не биха могли да отрекат, че не са знаели за убийствата.

### Германизация
Като комисар по консолидацията на германския народ Химлер е дълбоко въвлечен в програмата по германизация на Изток, особено Полша. Както е изложено в генералния план за Изтока, целта е да се поробва, пропъжда или избива местното население и да се създаде „жизнено пространство“ за етническите германци. Той продължава плановете си за колонизация на изток, дори когато много германци не желаят да се преместят там и въпреки отрицателното влияние върху усилията на войната.
Расовото групиране на Химлер започва с Volksliste, класификацията на народите, за които се счита, че имат германска кръв. Те включват германци, които са сътрудничили с Германия преди войната, но и тези, които се считат за германци, но са неутрални. Сред тях са и германците от полска националност. Химлер нарежда тези, които отказват да бъдат класифицирани като етнически германци, да бъдат депортирани към концлагери, да им се отнемат децата или да бъдат назначени на принудителен труд. Вярата на Химлер, че е „в природата на немската кръв да се съпротивлява“ води до заключението му, че балтите или славяните, които устояват на германизацията са расово по-висши от по-отстъпчивите. Той обявява, че нито капка германска кръв няма да бъде загубена или оставена да се смесва с чужда раса.
Планът включва и отвличането на източноевропейски деца от Нацистка Германия. Химлер призовава:
| „ | Очевидно в такава смесица от народи, винаги ще има някои расово добри типове. Следователно, смятам, че е наш дълг да им вземем децата при нас, да ги премахнем от тяхната среда, ако е нужно като ги крадем. Или ще спечелим добра кръв, която можем да използваме за нас и да и дадем място сред нашия народ, или ще унищожим тази кръв. | “ |

Расово ценните деца е трябвало да бъдат премахвани от всякакъв контакт с поляци и да бъдат отглеждани като германци с германски имена. Химлер обявява: „Имаме вяра най-вече в нашата собствена кръв, която е потекла в чужда националност чрез перипетиите на германската история. Убедени сме, че нашата философия и идеали ще се отразят в духа на тези деца, които расово ни принадлежат.“  Децата са осиновявани от немски семейства. Децата, които първоначално са избрани, но по-късно отхвърлени се отвеждат в гето в Лодз, където повечето от тях накрая умират.
Към януари 1943 г. Химлер докладва, че 629 000 етнически германци са преселени, но повечето от преселените германци не живеят в предвидените малки ферми, а във временни лагери или квартали по градовете. Половин милион жители от анексираните полски територии, както и от Словения, Елзас, Лотарингия и Люксембург са депортирани към Генералното губернаторство или изпратени в Германия за робски труд.
Химлер инструктира, че германската нация трябва да гледа на всички чуждестранни работници, доведени в Германия, като на опасност за германската им кръв. В съответствие с германските расови закони, сексуалните отношения между германци и чужденци са забранени като расово оскверняване (Rassenschande).

## Заговор от 20 юли
На 20 юли 1944 г. група офицери от германската армия, водени от Клаус фон Щауфенберг и някои от високопоставени военнослужещи, правят опит да убият Хитлер, но се провалят. На следващия ден Химлер съставя специална комисия, която арестува над 5000 подозрени и познати опоненти на режима. Хитлер нарежда брутални репресии, които водят до екзекутирането на над 4900 души. Макар Химлер да е засрамен от провала си да разкрие участниците в заговора, това води до увеличаване на властта му.
Генерал Фридрих Фром, командир на резервната армия и пряк началник на Щауфенберг, е един от замесените в конспирацията. Хитлер премахва Фром от поста му и назначава Химлер за негов наследник. Тъй като резервната армия е съставена от два милиона души, Химлер се надява да черпи от тези резерви, за да запълни постове във Вафен-СС. Той назначава Ханс Ютнер за негов заместник и започва да пълни високопоставените длъжности от резервната армия с хора от СС. Към ноември 1944 г. Химлер е слял департамента по набиране на офицери с този на Вафен-СС и успешно лобира за повишаване на квотата за нови членове на СС.
По това време Хитлер вече е назначил Химлер за министър на вътрешните работи и пълномощен генерал за администрацията. През август 1944 г. Хитлер го упълномощава да преструктурира организацията и администрацията на Вафен-СС, армията и полицията. Като глава на резервната армия, Химлер е отговорен и за военнопленниците. Той командва и наказателната система на Вермахта и контролира разработването на въоръжението на Вермахта до януари 1945 г.

## Военачалник
На 6 юни 1944 г. армии на Западните Съюзници десантират в Северна Франция по време на операция Овърлорд. В отговор е съставена група армии „Горен Рейн“, която да се противопостави на напредващата американска 7-а армия и френската 1-ва армия. В края на 1944 г. Хитлер назначава Химлер за главнокомандващ на група армии „Горен Рейн“
На 26 септември 1944 г. Хитлер нарежда на Химлер да създаде специална армия, Фолксщурм (народно опълчение). Всички мъже на възраст между 16 и 60 години са годни за военна служба в това опълчение, въпреки възражението на Алберт Шпеер, който отбелязва, че така се премахват опитни работници от оръжейната промишленост. Хитлер уверено вярва, че могат да се набавят шест милиона души и че новите единици биха започнали всенародна война срещу нападателя. Към октомври 1944 г. деца на 14 години вече се набират за военна служба. Поради липсата на достатъчни оръжия, екипировка и обучение, членовете на Фолксщурм са слабо подготвени за сражения и около 175 000 от тях загиват в последните месеци на войната.
На 1 януари 1945 г. Хитлер и генералите му започват операция Северен вятър. Целта е да се пробият линиите на американската 7-а и френската 1-ва армии, за да се поддържа южното настъпление на Арденската офанзива, последната по-голяма немска офанзива във войната. След малък първоначален успех за германците, американците спират офанзивата. Към 25 януари операция Северен вятър вече е официално приключила.
На 25 януари 1945 г. въпреки липсата на военен опит на Химлер, Хитлер го назначава за командир на бързо образуваната група армии „Висла“, която да спре настъплението на Червената армия в Померания по време на Висло-Одерската офанзива. Химлер установява командния си център в Пила, използвайки специалния си влак Sonderzug Steiermark като щаб-квартира. Влакът разполага само с телефонна линия, неадекватни карти и няма радио, с които да комуникира военните заповеди. Химлер рядко напуска влака и работи само по четири часа на ден, като настоява за дълъг масаж преди работа и дълга дрямка след обяд.
Генерал Хайнц Гудериан говори с Химлер на 9 февруари и изисква операция Слънцестоене, атака от Померания срещу северния фланг на 1-ви беларуски фронт на маршал Георгий Жуков, да започне преди 16 февруари. Химлер твърди, че не е готов да се ангажира с конкретна дата. Имайки предвид липсата на Химлер на квалификация като командир на група армии, Гудериан се убеждава, че Химлер се опитва да прикрие некомпетентността си. на 13 февруари Гудериан се среща с Хитлер и изисква генерал Валтер Венк да получи специален мандат да командва офанзивата на група армии „Висла“. Хитлер изпраща Венк със специален мандат, но без да уточнява пълномощията на Венк. Офанзивата започва на 16 февруари 1945 г., но скоро затъва в дъжд и кал, изправена срещу минни полета и силни противотанкови защити. Тази нощ Венк сериозно пострадва в пътно произшествие, но вероятно пак не би могъл да спаси операцията. Химлер нарежда офанзивата да бъде прекратена на 18 февруари с директива за прегрупиране. Хитлер официално слага край на операция Слънцестоене на 21 февруари и нарежда на Химлер да прехвърли корпусната щаб-квартира и три дивизии към група армии „Център“.
Химлер се оказва неспособен да измисли осъществим план за завършване на своите военни цели. Под натиск от Хитлер покрай влошаващата се военна ситуация, Химлер става неспокоен и неспособен да му дава последователни доклади. Когато контраатаката за спиране на съветското настъпление се проваля, Хитлер държи Химлер лично отговорен и го обвинява в неизпълнение на заповеди. Позицията на Химлер като военен командир приключва на 20 март, когато Хитлер назначава генерал Готхард Хайнрици за командир на група армии „Висла“. По това време Химлер, който е под грижата на личния си доктор от 18 февруари, се оттегля в санаториум близо до Лихен. Хитлер принуждава Гудериан да си вземе отпуска по болест и на негово място назначава Ханс Кребс на 29 март. Провалът на Химлер и отговорът на Хитлер обозначават сериозно влошаване на отношенията между двамата мъже. По това време вътрешният кръг от доверени хора на Хитлер бързо се смалява.

## Мирни преговори
В началото на 1945 г. немските военни усилия са на ръба на рухване и отношенията между Химлер и Хитлер се влошават. Химлер независимо обмисля договаряне на мирно споразумение. Неговият масажист, Феликс Керстен, който се мести в Швеция, играе ролята на посредник в преговорите с Фолке Бернадот, началник на шведския Червен кръст. Между двамата се разменят писма, а преки срещи са уреждани от Валтер Шеленберг.
Химлер и Хитлер се срещат за последно на 20 април 1945 г., рождения ден на фюрера, в Берлин и Химлер се заклева в безрезервна лоялност към Хитлер. На военен брифинг през деня Хитлер заявява, че няма да напусне Берлин, напук на съветското настъпление. Заедно с Гьоринг, Химлер бързо напуска града след брифинга. На 21 април Химлер се среща с Норберт Масур, шведски представител на Световния еврейски конгрес, за да дискутират освобождаването на затворници от еврейски концлагер. В резултат на преговорите, около 20 000 души са освободени в операция Бели автобуси. Химлер лъжливо твърди по време на срещата, че крематориумите в лагерите са построени, за да се изгарят телата на затворниците, които са умрели от тиф. Той, също така, посочва много високи нива на оцеляване в лагерите Аушвиц и Берген-Белзен, макар да става ясно точно обратното, след като тези места са завладени от Съюзниците.
На 23 април Химлер се среща очи в очи с Бернадот в шведското консулство в Любек. Представяйки се като временен водач на Германия, той твърди, че Хитлер ще е мъртъв след няколко дни. Надявайки се, че британците и американците ще се бият срещу СССР рамо до рамо с останките от Вермахта, Химлер моли Бернадот да информира генерал Дуайт Айзенхауър, че Германия желае да се предаде на Запада. Бернадот поисква от Химлер да напише предложението си, на което той се съгласява.
Междувременно Гьоринг изпраща телеграма няколко часа по-рано, искайки позволение от Хитлер да поеме лидерството над Германия. Тази молба е интерпретирана от Хитлер, под въздействието на Мартин Борман, като искане за оттегляне или изправяне срещу преврат. На 27 април представителят от СС на Химлер в щаб-квартирата на Хитлер в Берлин, Херман Фегелайн, е хванат в цивилни дрехи, докато се подготвя да дезертира. Той е арестуван и отведен обратно във Фюрербункера. През вечерта на 28 април BBC излъчва новинарски доклад на Ройтерс относно опитът на Химлер за преговори със Западните Съюзници. Хитлер, който дълго време счита Химлер за втория най-лоялен човек след Гьобелс, избухва в ярост. Хитлер казва на тези, които все още са с него в бункеровия комплекс, че деянието на Химлер е най-лошото предателство, което някога е познавал и нарежда да бъде арестуван. Фегелайн е изправен пред военен съд и застрелян.
По това време съветските сили вече са стигнали до Потсдамския площад, само на 300 m от Райхсканцеларията, срещу която подготвят щурм. Този доклад, заедно с измяната на Химлер, подтикват Хитлер на напише своята последна воля и завещание. В завещанието си от 29 април Хитлер обявява както Химлер, така и Гьоринг за предатели. Той лишава Химлер от всичките му партийни и държавни постове и го гони от Нацистката партия.
Хитлер назначава гросадмирал Карл Дьониц за свой наследник. Химлер се среща с Дьониц във Фленсбург и му предлага да му стане заместник. Той твърди, че има право на позиция във Фленсбурското правителство като Райхсфюрер-СС, вярвайки че СС ще е в добра позиция да възстанови и поддържа мира след войната. Дьониц многократно отказва предложенията на Химлер и започва преговори за мир със Съюзниците. Той пише писмо на 6 май (два дни преди капитулацията на Германия), с което формално освобождава Химлер от всички негови длъжности.

## Пленяване и смърт
През пролетта на 1945 г. Химлер губи вяра в победата на Германия. Той започва да търси контакти с представители на САЩ и Великобритания, за да осигури място за себе си в правителството на следвоенна Германия или в най-добрия случай да заеме поста на Хитлер, и с помощта на западните съюзници да продължи войната на източния фронт срещу съветските войски. Химлер се надява, че британците и американците ще нападнат своите руски съюзници заедно с останките от Вермахта. Той осъществява връзка с шведския граф Фолке Бернадот в Любек близо до датската граница и започва преговори. На 22 април 1945 г. агенция Ройтерс предава по целия свят, че Химлер активно търси контакти с британски и американски дипломати. Когато Хитлер разбира за това, Химлер е обявен за предател и са му отнети всички титли и звания. По това време той е начело на СС (Reichsführer-SS), шеф на германската полиция, министър на вътрешните работи, райхскомисар за националните въпроси (Reichskommissar für völkische Angelegenheiten), главнокомандващ на резервната армия (Ersatzheer) и главнокомандващ народното опълчение (Volkssturm). Неочаквано за Химлер, преговорите му с граф Фолке Бернадот пропадат. На 19 април той решава да напусне Берлин. Няколко дни прекарва във Фленсбург, Северна Германия, който по това време е убежище на 2 – 3 хиляди панически бягащи членове на Национал-социалистическата партия. Химлер напуска Берлин тъкмо навреме преди на 23 и 24 април градът да бъде обкръжен от Червената армия, но не успява да напусне Германия, за което причините са неизяснени. Една от вероятните такива е, че неговият стар съперник гросадмирал Карл Дьонитц отказва да му предостави подводница.
В края на април 1945 г. Химлер приема нова самоличност. Издадени са му документи на името на Хайнрих Хицингер, сержант от немската армия, когото Гестапо е разстреляла през 1944 г. Външната им прилика е поразителна. Освен името Химлер променя и своята прическа, походка, начин на писане и дори започва да носи превръзка на едното око, преструвайки се, че то липсва. На 21 май след многодневни уморителни преходи Химлер и неговите двама адютанти Махер и Гротман са арестувани от британски патрул в Майнщат. Химлер така и не дочаква Нюрнбергския процес. В затвора на Люнебург, въпреки бдителната охрана, той успява да внесе със себе си ампула с цианкалий и да се самоубие поглъщайки я. Въпреки положените усилия английските лекари не успяват да го спасят и той умира след 15 минути. На следващия ден трупът му е аутопсиран, кремиран и погребан на неизвестно място в гората в близост до Люнебург.

## Мистицизъм
Химлер се интересува от мистицизъм и окултизъм от ранна възраст. Той въвлича този свой интерес в неговата расистка философия, търсейки доказателство за превъзходството на арийците от древни времена. Той популяризира култ на боготворене на предците, особено сред членовете на СС, като начин да държи расата чиста и да предостави безсмъртност на нацията.
Гледайки на СС като на орден, подобен на Тевтонския, той им нарежда да завземат Църквата на Тевтонския орден във Виена през 1939 г. Той започва процес по заместване на християнството с нов морален кодекс, който отрича хуманизма и поставя под въпрос християнската идея за брак. Аненербе, изследователско общество, създадено от Химлер през 1935 г., води изследвания из цял свят в търсене на доказателство за превъзходството на древните корени на германската раса.
Всички униформи на нацистка Германия, особено тези на СС, използват символизъм в дизайна си. Стилизираната мълния, използвана за лого на СС, е избрана през 1932 г. Логото представлява двойка руни от общо 18 арманенски руни, създадени от Гидо фон Лист през 1906 г. Древната руна Совило първоначално символизира Слънцето, но е преименувана на „Зиг“ (победа) в иконографията на Лист. Химлер променя различни вече съществуващи традиции, за да се наблегне върху елитизма и централната роля на СС. Цели се заместване на покръстването с церемония по именуване на СС, браковете да се изменят, отделна погребална церемония на СС да се състои в допълнение към християнските церемонии и да се създадат СС-центрични отбелязвания на лятното и зимното слънцестоене. Адамовата глава (Totenkopf), символ на германските военни части в продължение на стотици години, е избрана за СС от Юлиус Шрек. Химлер поставя особена важност на пръстените на честта, които не бива да се продават и следва да му се връщат в случай, че собственикът умре. Той интерпретира символа на череп с кости като означаващ солидарност към каузата и ангажимент до смърт.

## Отношения с Хитлер
Като заместник-началник на СС и Райхсфюрер-СС, Химлер е редовно в контакт с Хитлер, за да урежда войници от СС като охрана. Химлер не се занимава с политическите решения на Нацистката партия в годините преди завземането на властта. В края на 1930-те години СС е вече независима организация от другите държавни служби или правителствени департаменти и Химлер отговаря единствено пред Хитлер.
Лидерството на Хитлер се характеризира с даване на противоречащи заповеди на подчинените и да ги поставя в позиции, в които техните задължения и отговорности се препокриват с тези на другите. Така той насърчава недоверието, съревнованието и вътрешните борби сред подчинените си, за да консолидира своята собствена власт. Кабинетът му никога не се среща след 1938 г. и той пречи на министрите си да се виждат независимо. Хитлер обикновено не издава писмени заповеди, а ги дава устно или по телефона. Често използва Мартин Борман за предаване на заповедите, а Борман използва властната си позиция, за да контролира потока от информация и достъпа до Хитлер, което му печели врагове, включително и Химлер.
Хитлер гледа на правителствената структура като на пирамида, в която той е на върха. Следователно Химлер е в позиция на сервилност спрямо Хитлер и му е безусловно покорен. Обаче той, както и други високопоставени нацисти, има стремеж един ден да наследи Хитлер като вожд на държавата. Химлер счита Шпеер за особено опасен съперник както в администрацията на държавата, така и като потенциален наследник на Хитлер. Шпеер отказва предложението на Хитлер за чин СС-Оберстгрупенфюрер, тъй като чувства, че ще остане длъжен на Хитлер и ще трябва да позволи на Химлер да има дума в производството на оръжия.
Хитлер нарича мистичните и псевдорелигиозните интереси на Химлер „глупости“. Химлер не е член на вътрешното обкръжение на Хитлер – двамата не са особено близки и рядко се виждат един друг. Химлер се социализира почти изцяло само с други членове на СС. Неговата безусловна лоялност и усилия да угажда на Хитлер му печелят прозвището „Верният Хайнрих“ (der treue Heinrich). През последните дни на войната, когато става ясно че Хитлер планира да умре в Берлин, Химлер напуска дългогодишния си началник, за да се опита да се спаси.

## Семейно положение
През 1928 г. Химлер се жени за седем години по-възрастната Маргарете Боден, от която има една дъщеря – Гудрун, родена през 1929 г. Двамата са и приемни родители на момче, наречено Герхард фон Ахе, син на офицер от СС, който умира преди войната. Двойката купува земя близо до Мюнхен, където издигат сглобяема къща. Химлер през повечето време не си е вкъщи, занимавайки се с партийните дела. По-късно, когато нацистите идват на власт, Химлер се сдобива с безплатен имот в предградие на Берлин. Уви, Химлер и жена му се виждат рядко, тъй като той е твърде зает с работа, и обикновено се събират по социални събития. Те са чести гости на семейство Хайдрих.
През 1940 г. Химлер се разделя с жена си, но не се развежда. Живее на семейни начала със секретарката си Хедвиг Потхаст, от която има още две деца – син Хелге, роден през 1942 г., и дъщеря – Доротея, родена през 1944 г. Дневниците на Маргарете разкриват, че Герхард трябва да напусне Националния политически образователен институт в Берлин, поради слаби оценки. На 16-годишна възраст той се присъединява към СС в Бърно, а малко след това започва да се сражава. Заловен е от съветските войски, но по-късно успява да се върне в Германия.
Хедвиг и Маргарете остават лоялни към Химлер. Маргарете и Гудрун са заловени от американски войници в Болцано, Италия, след което са прехвърляни от лагер на лагер в Италия, Франция и Германия. Накарани са да свидетелстват на Нюрнбергските процеси и са освободени през ноември 1946 г. Гудрун остава отдадена на паметта на баща си.

## В културата
В комедийния сериал на BBC „Ало, ало!“ Химлер е представен като кръстник на Ото Флик – офицерът от Гестапо, отговарящ за Нувийон.